# 太湖路
太湖路，安徽省合肥市的一条东西向次干道，得名自太湖县，在望江东路与铜陵路打通前曾被计为合肥中环路的一部分。道路东起铜陵路，西至合作化路。沿路有安徽交通职业技术学院北校区、合肥市阳光中学、合肥南园学校南校区、中国科学技术大学东校区、合肥市第六十九中学、合肥市稻香村小学教育集团肥西路校区、中国科学技术大学西校区等。

## 轨道交通
- █ 1号线  █ 6号线：朱岗站
- █ 6号线：卫岗站